# طب الأسنان الرقمي
يشير طب الأسنان الرقمي إلى استخدام التقنيات أو الأجهزة السنية المدمجة مع مكونات رقمية أو التي يُتحكم بها حاسوبيًا بهدف تنفيذ الإجراءات السنية، عوضًا عن استخدام الأدوات الميكانيكية أو الإلكترونية. يرفع استخدام طب الأسنان الرقمي كفاءة تنفيذ الإجراءات السنية بشكل أعلى من تلك التي تُنفذ عبر الأدوات الميكانيكية، في مختلف الأهداف التعويضية منها والتشخيصية. يُستخدم كطريقة لتسهيل العلاجات السنية ويقدم طرقًا حديثةً لتلبية متطلبات المريض المتزايدة.
«الأب الروحي» لطب الأسنان الرقمي هو البروفيسور الفرنسي فرانسوا دوريت، الذي اخترع تقنية الكاد كام لطب الأسنان في عام 1973.

## تقنيات طب الأسنان الرقمي
تشمل بعض التقنيات التي تُستخدم في طب الأسنان الرقمي:
- الكاميرا داخل الفموية
- الكاد كام
  - طب أسنان الزرعات باستخدام الحاسوب – يتضمن تصميم وإنشاء الأدلة الجراحية
  - تصنيع التيجان باستخدام الحاسوب
- الطباعة ثلاثية الأبعاد (مثل طباعة نماذج مادية من صور رقمية مأخوذة عبر ماسحات داخل فموية، وصنع الأجهزة، والتعويضات المؤقتة والأدلة الجراحية)
- التصوير الشعاعي الرقمي
  - التصوير المقطعي المحوسب ذو الحزمة المخروطية (سي بي سي تي)
  - التصوير بالرنين المغناطيسي (إم آر آي)
  - التصوير المقطعي المحوسب (سي تي)
- القبضات الإلكترونية المستخدمة في الزرع/الجراحة
- طب أسنان الزرعات المصممة باستخدام الكومبيوتر
- التصوير (داخل الفموي وخارج الفموي)
- برامج التدريب وإدارة سجل المرضى – بما في ذلك تعليم المرضى الرقمي
- مطابقة درجة لون الأسنان
- الدياغنودينت «جهاز ليزري محمول يُعطي قراءة رقمية لتشخيص النخور»
- الليزر السني
- جهاز العصا «ذا واند» المستخدم في التخدير الموضعي[1][2]
- الأشعة السينية الرقمية
- المكبرات السنية
- الواقع الافتراضي والمعزز

## الكاد كام في طب الأسنان

### الكاد كام المستخدم في المسح الضوئي داخل الفموي
اختبرت دراستان دقة نوعي الطبعات الرقمية المباشرة وغير المباشرة المستخدمة في صنع تيجان زركونيا مقبولة سريريًا. لوحظ وجود انطباق حفافي أصغر بالمقارنة مع الوسائل التقليدية في الصب، التي أظهرت انطباقًا حفافيًا وداخليًا أدق. قُيم كل من كفاءة التعويضات الخزفية الكاملة المصنعة بتقنية الكاد كام وانطباقها من خلال تجربة نقدية عشوائية مزدوجة التعمية. أُخذت الطبعات الرقمية المباشرة من أفواه المرضى أما الطبعات غير المباشرة فقد أُخذت من طبعات مصنوعة سابقًا. استُخدمت بعد هذا الطبعات الرقمية لصنع تيجان كاد كام خزفية بالكامل. بين الطبعات المباشرة وغير المباشرة، كانت تقنية الطبعات المباشرة أكثر دقة إحصائيًا، إذ أظهرت تماسًا أفضل في المنطقة الملاصقة. أثبتت العملية بأكملها أنها أكثر فاعلية في اختصار الوقت لكل من طبيب الأسنان والمريض بالمقارنة مع الطرق التقليدية أو أخذ الطبعات السيليكونية وإرسالها إلى المخبر.

## الإعاقات
تشمل إعاقات طب الأسنان الرقمي التكلفة، والافتقار إلى الرغبة اللازمة لتبني التقنيات السنية الحديثة والفهم الخاطئ للعديد منها.

## المستقبل
مع استمرار طب الأسنان الرقمي في التكيف وازدياد شعبيته، يجب أيضًا تغيير النهج الذي يدمج موضوع طب الأسنان الرقمي في حصيلة التعليم خلال التدريب السني. بينما ندخل «العصر الرقمي في تعليم طب الأسنان»، يجب أن يتعرض الممارسون المستقبليون للإجراءات الرقمية الجديدة في كل من المناهج الدراسية وعملية التعلم. يقترح مقال بعنوان «التعليم والطب الرقميان: مبادرة وطنية نحتاجها» أن على الكليات والوزارات تشجيع دمج التدريس الرقمي مع عملية تعليم الأطباء والطلاب المستقبليين، بالإضافة إلى تعلم التقنيات الرقمية المحدثة ذات الصلة.